# 카무야이미미노미코토
카무야이미미노미코토(일본어: 神八井耳命, ? ~ 578년)은 고사기 일본 서기에 기록되어 있는 일본의 황족이다. 진무 천황의 아들이고 어머니는 히메타타라이스즈히메. 동복 형제에 스이제이 천황이 있다.

## 계보